# Pockkogel
De Pockkogel is een 2807 m (meter) hoge berg in de Stubaier Alpen. De Stubaier Alpen liggen in Tirol in Oostenrijk.
De berg ligt op de grens tussen de districten Imst en Innsbruck Land in de zuidelijke Sellrainer Bergen, die een onderdeel vormen van de Stubaier Alpen. Tussen de Pockkogel en de Gaiskogel (2820 meter) ligt de 2658 meter hoge Gaiskogelscharte. De Pockkogel ligt niet ver van de plaats Kühtai en ook niet ver van het Speicher Finstertal.
De Pockkogel dankt zijn naam aan de eerste beklimmer van de berg, de uit Innsbruck afkomstige Julius Pock, die de berg in 1876 voor het eerst beklom. Over de noordoostelijke kant van de Pockkogel loopt een klettersteig, de Kühtaier Panorama Klettersteig.